# 10540 Хатігоро
10540 Хатігоро (10540 Hachigoroh) — астероїд головного поясу, відкритий 13 листопада 1991 року.
Тіссеранів параметр щодо Юпітера — 3,189.
Названо на честь Хатігоро Кікуті (яп. 菊池八五郎, きくちはちごろう, кікуті хатігоро:), який був головою виконавчого комітету Зоряного товариства Харамура. Назва була запропонована С. Хоріуті.